# Braziliaanse stekelrat
De Braziliaanse stekelrat (Abrawayaomys ruschii) is een soort van de Cricetidae familie. Het is het enige dier uit het geslacht van de Abrawayaomys. De soort is gevonden in de Zuid-Amerikaanse landen Argentinië en Brazilië.